# Falljökull
Pour la langue glaciaire de l'Eyjafjallajökull aussi appelée Falljökull, voir Gígjökull.
Ne doit pas être confondu avec Fjallsjökull ou Fláajökull.
Le Falljökull, terme islandais signifiant en français « la cascade de glace », est un glacier d'Islande constituant une langue glaciaire du Vatnajökull. Dans sa partie terminale, il est accolé au Virkisjökull.